# Billy Fury
Billy Fury, född som Ronald Wycherley den 17 april 1940 i Liverpool, England, död 28 januari 1983 i London, var en brittisk popsångare och låtskrivare.
Han var i slutet på 50-talet fram till början av 60-talet internationellt känd och han förblev en aktiv låtskrivare fram till 80-talet. Han dog 1983 på St. Mary Abbott's Hospital, Västra London. Han är känd för hits som "Maybe Tomorrow", "Collette", "That's Love", "Halfway To Paradise", "Jealousy" m.fl. Han medverkade också i filmer som Play It Cool (1962).

## Diskografi (i urval)
Studioalbum
- The Sound of Fury (1960)
- Billy Fury (1960)
- Halfway to Paradise (1961)
- Billy (1963)
- The One and Only (1983)

Livealbum
- We Want Billy! (1963)

Samlingsalbum
- The Billy Fury Hit Parade (1983)
- His Wondrous Story - The Complete Collection (2008)
- The Sound and the Fury (2011)
- The Symphonic Sound of Fury (2018)